# Rogienice Wielkie
Rogienice Wielkie – wieś w Polsce położona w województwie podlaskim, w powiecie kolneńskim, w gminie Mały Płock.
| SIMC    | Nazwa     | Rodzaj    |
| ------- | --------- | --------- |
| 0401450 | Cichy Las | część wsi |
| 0401466 | Łazy      | część wsi |
| 0401472 | Olszanka  | część wsi |
| 0401489 | Piętak    | część wsi |

Wierni kościoła rzymskokatolickiego należą do parafii Znalezienia Krzyża Świętego w Małym Płocku.

## Historia
W latach 1921–1939 wieś leżała w województwie białostockim, w powiecie kolneńskim (od 1932 w powiecie łomżyńskim), w gminie Rogienice.
Według Powszechnego Spisu Ludności z 1921 roku wieś zamieszkiwało 185 osób, 172 było wyznania rzymskokatolickiego a 13 mojżeszowego. Jednocześnie wszyscy mieszkańcy zadeklarowali polską przynależność narodową. Było tu 31 budynków mieszkalnych. Miejscowość należała do parafii rzymskokatolickiej w m. Mały Płock. Podlegała pod Sąd Grodzki w Stawiskach i Okręgowy w Łomży; właściwy urząd pocztowy mieścił się w m. Mały Płock.
W latach 1975–1998 miejscowość należała administracyjnie do województwa łomżyńskiego.
W latach 1921–1939 i 1973–1976 miejscowość była siedzibą gminy Rogienice Wielkie.